# ماونت آلیو (کارولینای شمالی)
ماونت آلیو (به انگلیسی: Mount Olive) شهری در ایالت کارولینای شمالی کشور ایالات متحده آمریکا است که جمعیت آن در سرشماری سال ۲۰۱۰ میلادی، ۴٬۵۸۹ نفر بوده‌است.